# Lago del Mucrone
Il lago del Mucrone è un piccolo bacino lacustre situato all'altezza di 1.894 m s.l.m. nella conca di Oropa in provincia di Biella. È interamente compreso nel comune di Biella e, come del resto tutta la conca di Oropa, nella riserva naturale speciale del Sacro Monte di Oropa.

## Storia

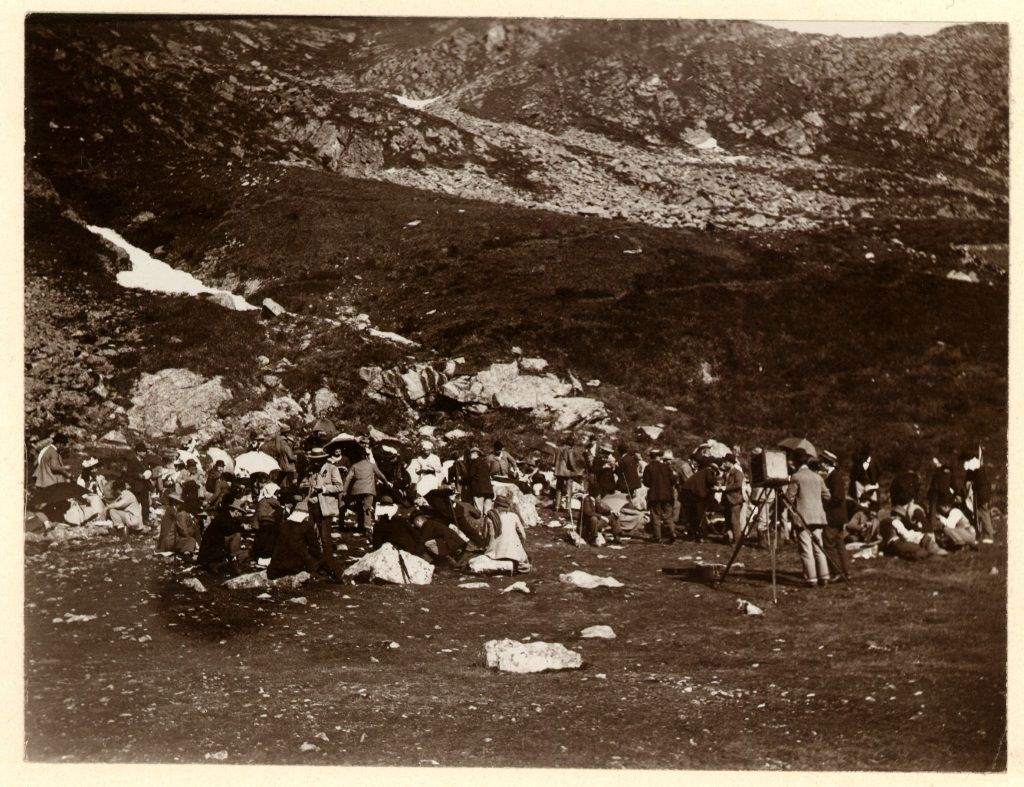
Colazione al lago nel 1904 (foto M.Gabinio)

Fin dall'Ottocento il lago rappresenta una nota meta per i turisti in visita al Biellese e per gli escursionisti e i pescatori locali. A pochi minuti dal lago esiste la fontana del Bersagliere, restaurata nel 2008 e dedicata al corpo fondato dal generale Alessandro Lamarmora. Il piccolo lago è stato molto amato dalla pittura locale; in particolare il pittore biellese Lorenzo Delleani gli ha dedicato varie tele, alcune delle quali particolarmente apprezzate dalla critica.

## Origine e morfologia

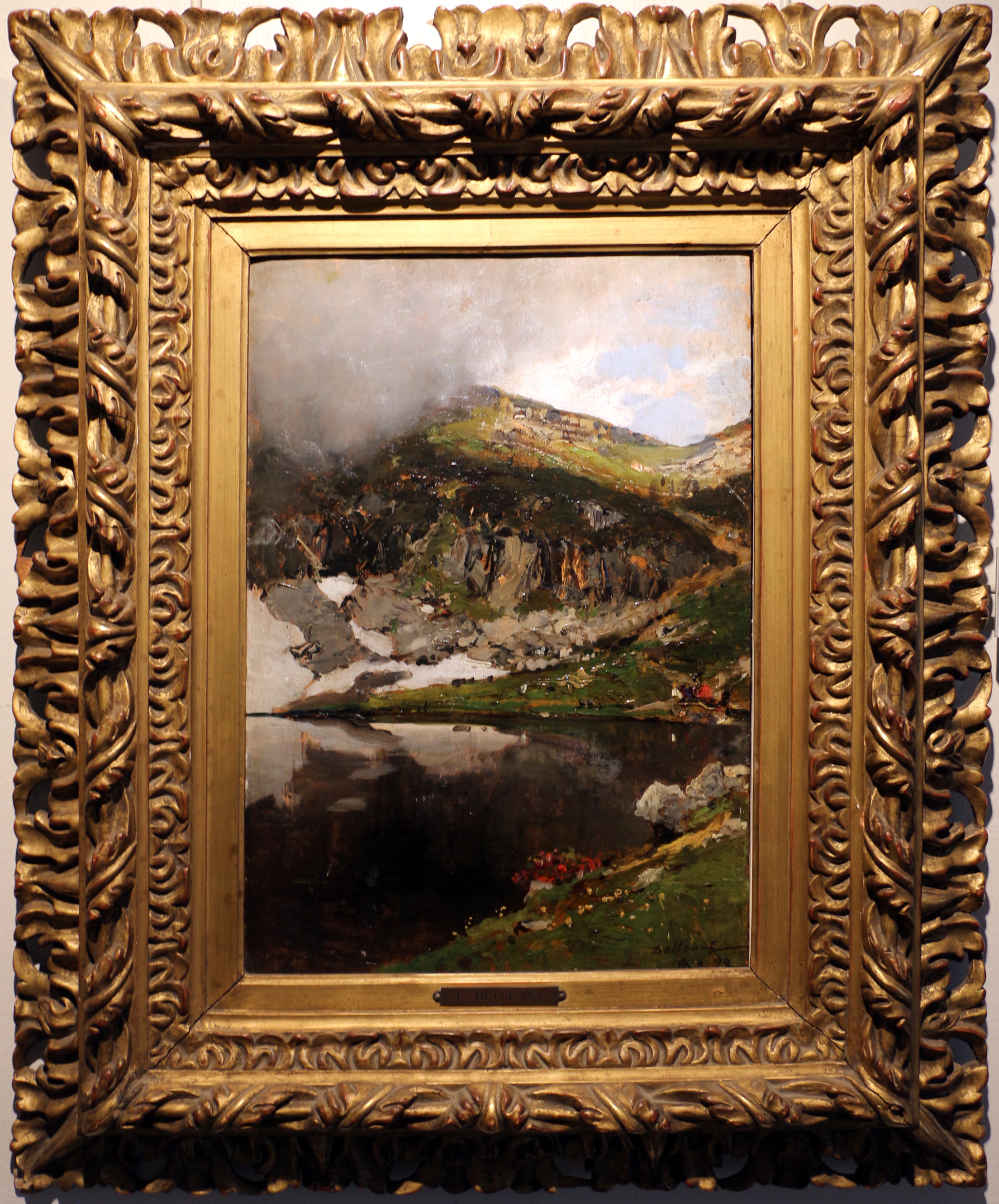
Il Lago in un quadro di Lorenzo Delleani

Il lago del Mucrone occupa parte di un gradino glaciale. Il suo perimetro è di 500 metri, con lunghezza massima di 215 m e larghezza massima 135 m. Da questo lago nasce il torrente Oropa, affluente in destra idrografica del Cervo.

## Escursionismo
Il lago del Mucrone è raggiungibile in pochi minuti di sentiero dalla stazione di monte della cabinovia di Oropa (Oropa sport). Poco a destra del lago passa anche il sentiero che sale verso la Bocchetta del lago (che mette in comunicazione la conca di Oropa con la valle dell'Elvo) e che permette poi di raggiungere il soprastante monte Mucrone.